# Дамари си Лоан
Дамари си Лоан (фр. Dammarie-sur-Loing) је насељено место у Француској у региону Центар, у департману Лоаре.
По подацима из 2011. године у општини је живело 523 становника, а густина насељености је износила 24,98 становника/km².

## Демографија
| 1962. | 1968. | 1975. | 1982. | 1990. | 2011. |
| ----- | ----- | ----- | ----- | ----- | ----- |
| 474   | 463   | 406   | 375   | 380   | 523   |